# Loi sur la propriété temporaire et la propriété partagée
Lire en ligne

(ca) LLEI 19/2015, del 29 de juliol, d'incorporació de la propietat temporal i de la propietat compartida al llibre cinquè del Codi civil de Catalunya..

La loi sur la propriété temporaire et la propriété partagée (en catalan Llei de la propietat temporal i de la propietat compartida) est une loi adoptée par le Parlement de Catalogne, promulguée le 29 juillet 2015. Elle crée deux nouvelles formes de détention intermédiaire de la propriété, la propriété temporaire et la propriété partagée, dans le but de favoriser l'accès au logement et de réduire le surendettement des ménages.
La loi est adoptée par le Parlement de Catalogne le 23 juillet 2015 à une large majorité de 100 voix « pour » de CiU, d'ERC, du PSC, d'ICV-EUiA, de la CUP et de la députée non inscrite Marina Geli, et 25 abstentions du PPC et de C's. Elle insère deux nouveaux chapitres au livre cinquième du Code civil de Catalogne, qui créent deux nouveaux régimes de propriété : la propriété temporaire, qui permet d'acheter un bien pour une période limitée, et la propriété partagée, qui permet d'acheter une fraction d'un bien. Ceux-ci doivent favoriser l'accès au logement en créant une voie intermédiaire entre la propriété et la location, et de réduire le surendettement en permettant un accès à la propriété moins onéreux pour les ménages. La propriété temporaire est contestée par le gouvernement espagnol et suspendue par le Tribunal constitutionnel entre mai et octobre 2016.

## Contexte

### Crise immobilière
Le développement du crédit hypothécaire a accompagné la forte croissance du marché immobilier en Espagne dans les années 2000. L'éclatement de la bulle immobilière espagnole en 2008 débouche sur une grave crise immobilière (es). De nombreuses personnes sont dans l'incapacité de rembourser leur emprunt et les expulsions se multiplient (es). En Catalogne, 25 422 ménages sont expulsés de leur logement en 2012.
La crise immobilière a conduit à une augmentation du nombre de locataires, mais la location est une solution conjoncturelle qui n'est pas une alternative satisfaisante. Elle n'est pas plus économique pour les ménages : en Catalogne, le prix moyen d'un loyer est seulement inférieur de 20 euros à une mensualité de prêt hypothécaire. En Espagne, les trois quarts des locataires se disent insatisfaits de leur situation et souhaiteraient être propriétaires.
En septembre 2012, le conseiller au territoire et à la durabilité, Lluís Recoder (ca), annonce que le gouvernement prépare un nouveau Plan pour le droit au logement, pour faciliter l'accès au logement. D'une part, il soutient les projets de réforme de la loi espagnole sur les hypothèques (es), pour donner une deuxième chance aux personnes qui perdent leur logement à la suite d'un défaut de crédit, notamment en permettant la dation en paiement. D'autre part, il souhaite explorer les formes alternatives d'accès à la propriété, parmi lesquelles la propriété temporaire et la propriété partagée.
Le nouveau gouvernement, formé après les élections du 25 novembre 2012, continue à être confronté aux conséquences de la crise. En février 2013, le nouveau conseiller au territoire et à la durabilité, Santi Vila, présente le projet de Plan pour le droit au logement. Il annonce une réforme du Code civil de Catalogne pour y introduire les formes de propriété intermédiaire, c'est-à-dire la propriété temporaire et la propriété partagée, pour favoriser l'accès au logement. Le Plan pour le droit au logement 2013-2016 est adopté en mai 2014. Il prévoit que le Parlement adopte une loi pour incorporer la propriété temporaire et la propriété partagée au Code civil.

### Étude sur la propriété temporaire et la propriété partagée
La propriété temporaire et la propriété partagée ont fait l'objet d'une étude de la chaire du logement de l'université Rovira i Virgili (URV) de Tarragone. L'équipe de recherche, sous la direction du professeur de droit civil Sergi Nasarre, a étudié pendant quatre ans les formes de détention intermédiaires, qui sont la propriété temporaire et la propriété partagée. L'étude conclut que ces modalités unissent les avantages de la location et de la propriété pour des personnes aux revenus moyens. Elles constituent une solution alternative à la propriété, dans un pays où le logement locatif n'en est pas une.
La propriété temporaire consiste pour un acquéreur à acheter un bien pour une durée déterminée. À l'issue de ce délai, le bien revient au vendeur initial. Elle répond au besoin de personnes qui ne souhaitent pas acquérir définitivement un logement, mais qui ont besoin de stabilité pendant une certaine durée, afin de se prémunir contre des hausses de loyer. Il s'agit d'une forme de détention antispéculative : elle est intéressante seulement pour une personne qui souhaite réellement occuper le logement. Elle n'est pas intéressante pour les spéculateurs car la valeur du bien diminue à mesure que le temps passe.
La propriété partagée consiste pour un acquéreur à acheter un logement de manière progressive. Il achète une fraction du logement, et paie un loyer au vendeur pour la partie restante. Le risque d'impayé de loyer est réduit, d'une part car le loyer est plus faible que dans une location, d'autre part car l'acquéreur est considéré comme propriétaire dès le début : il possède tous les droits du propriétaire, participe aux décisions de la copropriété, et ses héritiers reçoivent la part du logement qu'il a payée. Le vendeur peut seulement s'opposer à une détérioration grave du bien. La propriété partagée peut faciliter la vente : une personne qui a des difficultés à vendre son bien peut en vendre seulement une partie, plutôt que de le vendre au rabais.
Les deux modes de détention visent à éviter le surendettement, dont souffrent de nombreux ménages catalans au cours de la crise immobilière (es). Les acquéreurs disposeront des mêmes droits que tout propriétaire, mais paieront un prix plus faible, car fractionné en fonction du temps ou du pourcentage de propriété qu'ils détiennent. La détention intermédiaire peut être utilisée pour des échanges entre particuliers, ou avec des administrations publiques ou des établissements financiers. Les administrations publiques pourraient vendre des logements publics sous le régime de la propriété temporaire ou partagée, ce qui serait aussi une manière d'accorder des aides au logement, en subventionnant le dispositif.
Les deux modes de détention intermédiaire peuvent faire l'objet d'un crédit hypothécaire. Les freins attendus proviennent de la difficulté pour l'acquéreur à obtenir un crédit, car la garantie hypothécaire pour la banque serait faible en cas d'impayé. De plus, ils se heurtent à la difficulté de faire changer les mentalités vis-à-vis de la propriété. En effet, la détention intermédiaire impose un changement important de conception de la propriété. L'idée dominante en Espagne, héritée de l'époque napoléonienne, est celle du droit de propriété absolu et éternel. Dans d'autres pays, où cette conception est moins prégnante, comme les Pays-Bas et le Royaume-Uni, il existe des formes alternatives de détention. Elles concernent par exemple 170 000 familles au Royaume-Uni, avec pour résultat moins d'impayés que parmi les autres propriétaires.
La proposition de l'équipe de recherche de l'URV de Tarragone n'a pas été retenue au niveau de l'État espagnol.

## Adoption
L'initiative de la loi sur la propriété temporaire et la propriété partagée a été lancée par le secrétaire au logement, Carles Sala (ca), rattaché au département du territoire et de la durabilité. L'avant-projet a été rédigé par la section des droits réels de la Commission de codification de Catalogne. La plénière de la Commission de codification, l'Observatoire du droit privé, et des experts sociaux et juridiques ont participé à ses travaux. Les travaux préparatoires ont été conclus en décembre 2012.
Le projet de loi  est adopté par le gouvernement en juin 2014. Il vise à faciliter l'accès au logement en créant des formes intermédiaires entre la location et la propriété, et ainsi éviter les situations de surendettement révélées par la crise immobilière (es). Il incorpore au Code civil de Catalogne la propriété temporaire et la propriété partagée, deux formes juridiques qui n'existaient pas en droit catalan. Le projet est porté par le département de la justice, qui est chargé des questions de droit civil, à la demande du département du territoire et de la durabilité, qui est chargé des questions de logement.
Le projet de loi est débattu par le Parlement de Catalogne en octobre 2014. Le conseiller à la justice, Germà Gordó (ca), soutient que le texte permettra de « dynamiser le marché, alléger les coûts d'acquisition et faciliter l'accès au logement ». Les amendements de rejet déposés par l'opposition de droite du Parti populaire catalan (PPC) et de Ciutadans (C's) sont rejetés avec 25 voix « pour » de ces deux groupes, 100 voix « contre » de Convergence et Union (CiU), d'Esquerra Republicana de Catalunya (ERC), du PSC (PSC), et d'Iniciativa per Catalunya Verds - Esquerra Unida i Alternativa (ICV-EUiA), et 3 abstentions de la Candidature d'unité populaire (CUP),.
Le projet de loi est ensuite examiné en commission parlementaire. La députée Elena Ribera (ca) (CiU) en est la rapporteuse. Le professeur de droit civil Sergi Nasarre, qui a dirigé l'étude sur la propriété temporaire et la propriété partagée de l'université Rovira i Virgili (URV) de Tarragone, est auditionné par la commission de la justice en mai 2015.
La loi d'incorporation de la propriété temporaire et de la propriété partagée au livre cinq du Code civil de Catalogne est adoptée par le Parlement de Catalogne le 23 juillet 2015 à une large majorité de 100 voix « pour » de CiU, d'ERC, du PSC, d'ICV-EUiA, de la CUP et de la députée non inscrite Marina Geli, et 25 abstentions du PPC et de C's,.

## Contenu
La loi sur la propriété temporaire et la propriété partagée ajoute ces deux mécanismes au livre cinquième du Code civil de Catalogne.

### Propriété temporaire
La loi crée le chapitre VII sur la propriété temporaire, dans le titre IV du livre cinquième, consacré au droit de propriété.
Le droit de propriété temporaire confère à un acquéreur, le « propriétaire temporaire », la propriété d'un bien pendant une période déterminée, à l'issue de laquelle le bien revient au vendeur, le « titulaire successif ». Il peut s'appliquer aux biens immeubles, et aux immeubles, et aux « biens meubles durables non fongibles qui peuvent être inscrits dans un registre public ». La durée minimale du contrat est de 10 ans pour les immeubles et 1 an pour les meubles, et sa durée maximale est de 99 ans.
Le propriétaire temporaire exerce tous les droits du propriétaire : il peut utiliser le bien, vendre son droit de propriété temporaire à un tiers, hypothéquer le bien, ou utiliser à son tour la propriété temporaire pour vendre le bien pour une durée inférieure à son propre contrat. Le bien est transmis à ses héritiers en cas de décès.
Le titulaire successif peut vendre, hypothéquer et transmettre à ses héritiers son droit à récupérer le bien à la fin du contrat. Il n'interfère pas dans la gestion du bien ; il peut seulement exiger que le propriétaire temporaire prenne en charge des travaux de réparation ou de reconstruction si le bien se détériore de plus de 50 % de sa valeur par la faute ou la négligence de celui-ci.

### Propriété partagée
La loi crée le chapitre VI sur la propriété partagée, dans le titre V du livre cinquième, consacré aux situations de communauté.
Le droit de propriété partagée confère à un acquéreur, le « propriétaire matériel », une fraction de la propriété d'un bien, le droit exclusif d'user et de faire fructifier le bien, et le droit d'acquérir de façon graduelle la fraction restante appartenant au vendeur, le « propriétaire formel ». Il peut s'appliquer aux immeubles, et aux « meubles durables non fongibles qui peuvent être inscrits dans un registre public »
Le contrat prévoit :
- la fraction du bien initialement acquise par le propriétaire matériel ;
- les conditions d'acquisition des fractions restantes, qui doivent être au minimum de 10 % du prix total du bien, sauf si le contrat en dispose autrement ;
- la contrepartie financière, pour le droit à disposer du bien de façon exclusive ;
- la durée du contrat, qui est de 30 ans si le contrat ne prévoit pas d'autre durée, et qui ne peut pas être supérieure à 99 ans.

Le propriétaire matériel détient tous les droits du propriétaire : il a le droit exclusif d'user et de faire fructifier le bien, il peut vendre sa part, l'hypothéquer et la transmettre à ses héritiers. Il a également le droit d'acquérir les fractions restantes. Il paie une contrepartie financière pour l'usage de la fraction du bien qui ne lui appartient pas encore. Il supporte les charges et les impôts liés à la propriété du bien, notamment les charges de copropriété.
Le propriétaire formel peut vendre sa part, l'hypothéquer et la transmettre à ses héritiers. Il reçoit la contrepartie financière pour l'usage de la fraction restante du bien, qui diminue à mesure que davantage de parts sont vendues.
Le préambule de la loi recommande une fraction initiale de 5 % sur fonds propres du propriétaire matériel et 20 % issus d'un crédit hypothécaire, et une fraction restante de 75 % à acquérir graduellement.

### Dispositions additionnelles
La disposition additionnelle première donne un rôle d'impulsion aux administrations publiques pour l'application des nouvelles dispositions. Celles-ci sont chargées d'entreprendre « les actions nécessaires », soit en tant que propriétaires de biens immobiliers, soit pour faciliter le recours aux nouvelles formes de propriété par les promoteurs et les établissements financiers.
La disposition additionnelle deuxième prévoit que l'administration de la Généralité s'accorde avec les municipalités pour offrir des réductions de l'impôt sur les biens immeubles pour les logements en propriété temporaire ou propriété partagée.
La disposition additionnelle troisième, introduite en cours d'examen parlementaire, précise que les lois sur la consommation et sur le logement s'appliquent à la propriété temporaire et à la propriété partagée. Lorsque l'acquéreur a la qualité de consommateur, il bénéficie des droits du consommateur.

## Application
La loi sur la propriété temporaire et la propriété partagée est publiée le 4 août 2015. Elle entre en vigueur 20 jours plus tard, soit le 24 août 2015.
Lors de l'entrée en vigueur de la loi, la première difficulté est de faire connaître les nouveaux dispositifs. Dans les derniers mois de l'année 2015, le gouvernement prépare des rencontres avec les établissements financiers, et des groupes de travail sur l'utilisation des nouvelles formes de propriété pour remettre sur le marché des locaux commerciaux inutilisés. Un collectif d'architectes, d'avocats et d'économistes, nommé The Hound, est créé dans le Baix Llobregat pour promouvoir la propriété temporaire et la propriété partagée. L'autre inconnue est la réaction des établissements financiers, et notamment leur disposition à accorder des prêts aux personnes qui souhaiteraient acquérir un logement de façon provisoire ou partagée. Les banques pourraient cependant tirer profit des nouveaux dispositifs, pour se défaire du stock important de logements vides qu'elles détiennent à la suite de la crise immobilière (es).
La première année, aucune opération de propriété temporaire ou partagée n'est inscrite dans les registres de la propriété (es). Cela ne signifie pas qu'aucune vente n'a eu lieu, car il n'est pas nécessaire de faire inscrire ces opérations. L'absence d'utilisation des nouvelles formes de propriété s'explique par leur méconnaissance par le public, et par la persistance des restrictions au crédit bancaire. De plus, le recours du gouvernement espagnol devant le Tribunal constitutionnel a rendu une partie de la loi inapplicable pendant plusieurs mois, et a généré de la confusion chez les opérateurs du marché immobilier. Le département de la gouvernance de la Généralité, qui est le ministère compétent en matière de logement depuis sa restructuration en 2016, a créé un groupe de travail avec les propriétaires immobiliers publics, notamment les municipalités, pour étudier l'application des nouvelles formes de propriété aux logements publics. Cependant, les municipalités préfèrent concentrer leurs efforts sur le logement locatif social pour répondre à la crise du logement. L'administration prépare également des réunions d'information avec le secteur immobilier et bancaire.

## Recours devant le Tribunal constitutionnel
En avril 2016, le gouvernement espagnol décide de contester la loi sur la propriété temporaire et la propriété partagée devant le Tribunal constitutionnel. Le recours porte seulement sur la propriété temporaire, et pas sur la propriété partagée. Le gouvernement espagnol remet en cause la compétence de la Généralité, jugeant que, bien qu'elle soit compétente en matière de droit civil, « cette compétence n'est pas illimitée, mais doit être circonscrite aux concepts qui ont une relation directe avec la législation autonomique civile du droit de la Catalogne ». Il conteste la propriété temporaire car elle porte atteinte à la propriété « comme droit irrévocable et perpétuel », ce qui détruit « la nature même du droit de propriété ».
Il s'agit de la  première fois que le gouvernement espagnol conteste une disposition du droit civil catalan. Malgré les tensions entre le gouvernement catalan et les autorités espagnoles, et la multiplication des recours contre la législation catalane depuis 2010, l'autonomie de la Catalogne n'avait encore jamais été remise en cause dans ce domaine. Le nouveau conseiller à la justice, Carles Mundó, accuse le gouvernement espagnol de recourir systématiquement au Tribunal constitutionnel pour résoudre des questions de nature politique et restreindre les compétences de la Généralité. Le même jour, celui-ci a également contesté la loi de mesures urgentes sur le logement et la précarité énergétique, ce qui suscite l'indignation générale en Catalogne. Quatre des cinq lois adoptées par le Parlement de Catalogne en matière de logement ont été attaquées par le gouvernement espagnol, ce que le gouvernement catalan interprète comme une volonté constante de réduire son autonomie et d'imposer ses choix politiques.
Le Tribunal constitutionnel suspend en mai 2016 les dispositions attaquées : l'article 1, les dispositions additionnelles première, deuxième, et troisième, et la disposition finale. La décision intervient le même jour que la suspension partielle de la loi de mesures urgentes sur le logement et la précarité énergétique.
En octobre 2016, le Tribunal constitutionnel lève la suspension, de sorte que la loi redevient pleinement en vigueur dans l'attente d'un jugement définitif.